# Total Chaos (Hip-Hop)
Total Chaos ist eine 1989 in Innsbruck gegründete österreichische Hip-Hop-Band. Gründungsmitglieder waren Clemens Fantur (Manuva) und Holger Hörtnagl (D.B.H.).

## Bandgeschichte
Total Chaos zählt zu den ersten österreichischen Hip-Hop-Formationen. Ihre Debüt-Veröffentlichung Muthaland erschien 1993 auf dem Sampler Austrian Flavors Volume 1, der von Protagonisten der ORF-Radiosendung Tribe Vibes & Dope Beats kompiliert wurde. Fantur rappte als „Funky Dope Maneuver“ noch auf Englisch, produziert wurde das Stück von Peter Kruder unter dem Pseudonym „PM 2 The K“.
Auf ihrer ersten EP … aus dem wilden Westen (Duck Squad, 1995) wurde bereits auf Deutsch gerappt. Die Band wurde zu dieser Zeit durch Jose Fernando Dona (Creative Destruction) verstärkt. Durch die örtliche Nähe zu München knüpften  Total Chaos schon früh Kontakte nach Deutschland, ihr zweites Album Werwaswannwiewo wurde auf dem deutschen Label Move veröffentlicht. Auch Labelkontakte zu Four Music und Deck8 wurden geknüpft. Für die Move-Labelkollegen Hörzu remixten Total Chaos den Titel Dies ist eine Party, der als Maxi-Single veröffentlicht wurde.
1999 wurde der Track Nachtschattengewächs gemeinsam mit den Waxolutionists aufgenommen. 2000 folgte ein Umzug nach Wien, Total Chaos gründeten gemeinsam mit den Waxos und dem Tiroler Duo Wisdom & Slime die Goalgetter Studios in der Argentinierstraße. Neben einem Label wurde von 2004 bis 2008 auch der Goalgetter Store im sechsten Wiener Gemeindebezirk betrieben.
In Zusammenarbeit mit Blumentopf und Texta entstand 2001 die Kaleidoskop EP.
Am 30. und 31. Jänner 2009 gab es nach längerer Pause ein Reunion-Konzert von Total Chaos. Sie waren zusammen mit Blumentopf beim 16-jährigen Gründungsjubiläum Sweet 16 von Texta auf den Bühnen des Linzer Posthofes und des Wiener Gasometers zu sehen.

## Diskografie
- 1995: … aus dem wilden Westen (EP / CD)
- 1997: Mach die Augen zu (auf meiner Reise) (12" / MCD)
- 1997: WerWasWannWieWo (LP / CD)
- 1999: Die 2 (EP / CD)
- 2001: Das Mic (12" / MCD)
- 2001: Gute Gründe (12" / MCD)
- 2001: Energie (12" / MCD)
- 2002: Worte & Beats (LP / CD)